# Axel Nordlander
Pour les articles homonymes, voir Nordlander.
Axel Nordlander, né le 21 septembre 1879 à Hagge et mort le 30 avril 1962 à Helsingborg, est un cavalier suédois de concours complet.

## Carrière
Axel Nordlander participe aux Jeux olympiques d'été de 1912 à Stockholm. Il remporte les médailles d'or des épreuves individuelle et par équipe de concours complet sur son cheval Lady Artist.